# Alex Burger
Pour les articles homonymes, voir Burger.
Alex Burger, né le 24 octobre 1990 à Saint-Jean-sur-Richelieu (Québec), est un auteur-compositeur-interprète canadien.

## Biographie

### Jeunesse
Burger vient d’une famille où la musique country était omniprésente. Alex Burger commence à jouer de la guitare à 12 ans en s’inspirant de groupes comme AC/DC et Guns N Roses, et commence le chant à 19 ans. Il écoute Willie Lamothe fréquemment chez son grand-père, et commence à s'intéresser à ce style de musique. Il est inspiré d'artistes internationales comme Hank Williams, John Prine, Bob Dylan et québécois tel que Faulkner, Plume et Marcel Martel.

### Carrière
Alex Burger a fait partie du groupe Câltar-Bateau avec huit autres musiciens. Ce groupe sort deux albums : Verbal boisson en 2014 et La bavure des possessions en 2015. Le groupe est en finale des Francouvertes en 2016.
En 2018, il commence une carrière solo et sort en juin un premier EP, À m’ment donné.
En 2018, Burger est finaliste du Festival international de la chanson de Granby et participe au Francouvertes en 2019. Il remporte le Cabaret Festif! de Baie-Saint-Paul en 2019. En 2020, Burger participe à l’émission La Voix, diffusée sur la chaine canadienne TVA. Il fait partie de l’équipe de Pierre Lapointe et va jusqu’aux quarts de finale.
Malgré des hésitations, son père le convainc d'y participer. Dans sa dernière performance, il a interprété la pièce Doris de Stephen Faulkner. Il était opposé à Flora Stein, qui deviendra plus tard finaliste de l’émission. Pour Burger, une participation à La Voix constitue une source de visibilité auprès du public québécois.
Tout au long de son parcours, il reste fidèle à lui-même et à son univers. Il fait passer un message politique en apposant un autocollant mentionnant « Justice pour Joyce » sur sa guitare sans que la production s’en rende compte. C'est un hommage à Joyce Echaquan, une mère de famille autochtone décédée à l’hôpital dans des conditions qu'il juge « inhumaines ».
Il participe au projet Bon Enfant, en tant que bassiste, avec Daphné Brissette (Canailles), Étienne Côté (Canailles), Mélissa Fortin (Canailles) et Guillaume Chiasson. Il est aussi bassiste pour Mon Doux Saigneur avec Emerik St-Cyr.
Le 22 janvier 2021, l'album Sweet Montérégie sort, sous l’étiquette Big in the Garden. Il s'agit du premier opus d’Alex Burger, qui a signé la production et la coréalisation avec Alexandre Martel (Hubert Lenoir, Anatole). Il gagne le prix du meilleur album au gala de l'ADISQ en 2021.
L’album a des airs de blues, de country et de rock. Alex Burger aime tester des choses et avoir une liberté de création, tout en racontant des histoires dans chaque morceau.
La Presse a qualifié l’album d’une « belle surprise » du début de l’année 2021, lui octroyant une note de 4 étoiles sur 5, et soulignant le travail de fond réalisé par Burger dans l’écriture des textes, la composition de la musique, l’arrangement et la réalisation.
En 2025, il est le porte-parole de la 29e Francouvertes, au côté de Kanen.

## Discographie

### Albums studio
- 2018 : À'ment donné (EP) (Big in the Garden)
- 2021 : Sweet Montérégie (Big in the Garden)
- 2023 : Ça s'invente pas (Duprince)

## Récompenses
- Gala de l'ADISQ 2024 : Nomination pour Album de l'année – Country pour l'album Ça s'invente pas[16]